# تنوع زیستی غذایی
تنوع زیستی غذایی به عنوان «تنوع گیاهان، حیوانات و موجودات دیگر مورد استفاده در مواد غذایی، پوشش دادن منابع ژنتیکی موجود در گونه‌ها، بین گونه‌ها و تهیه شده توسط اکوسیستم‌ها» تعریف شده‌است.
تنوع زیستی غذایی را می‌توان از دو منظر اصلی در نظر گرفت: تولید و مصرف. از دیدگاه مصرف، تنوع زیستی مواد غذایی به تنوع غذاها در رژیم‌های غذایی انسان و سهم آنها در تنوع رژیم غذایی، هویت فرهنگی و تغذیه خوب را توصیف می‌کند. تولید تنوع زیستی مواد غذایی به هزاران محصول غذایی، مانند میوه، آجیل، سبزیجات، گوشت و مواد معدنی که از کشاورزی و حیوانات وحشی (مانند جنگل‌ها، مزارع غیرقابل کشت، اجسام آب) گرفته می‌شود، اطلاق میگردد. تنوع زیستی مواد غذایی تنوع بین گونه‌ها، به عنوان مثال گونه‌های مختلف جانوری و زراعی، از جمله گونه‌هایی را که مورد غفلت و کم بهره قرار گرفته‌اند را پوشش می‌دهد. تنوع زیستی غذایی همچنین شامل تنوع موجود در گونه‌ها، به عنوان مثال انواع مختلف میوه و سبزیجات یا نژادهای مختلف حیوانات است.
تنوع زیستی غذایی، تنوع غذایی متنوع رژیم غذایی، اصطلاحاتی هستند که در فرهنگ جدید رژیم غذایی ایجاد شده توسط براندون آیزلر، در این تحقیق که با عنوان تنوع تغذیه‌ شناخته می‌شود، مورد استفاده قرار می‌گیرند.

## مصرف تنوع زیستی غذایی
از سال ۱۹۶۱، رژیم‌های غذایی انسان در سراسر جهان در مصرف محصولات اصلی کالاهای اساسی با کاهش شدید مصرف محصولات زراعی محلی یا منطقه‌ای متنوع‌تر شده‌اند و به همین ترتیب در سطح جهانی همگن‌تر شده‌اند. اختلاف بین غذاهایی که در کشورهای مختلف استفاده میشوند بین سالهای ۱۹۶۱ و ۲۰۰۹، ۶۸ درصد کاهش یافته‌اند. رژیم غذایی استاندارد جهانی، حاوی درصد بسیار زیادی از تعداد نسبتاً کمی از محصولات اصلی کالاهای اساسی است که نسبت به جمیعیت جهان به میزان قابل توجهی، سهم کل انرژی غذایی (کالری)، شامل پروتئین، چربی و وزن مواد غذایی، اعم از گندم، برنج، شکر، ذرت، سویا (توسط + ۲۸۴٪)، روغن نخل (با ۱۷۳٪) و آفتابگردان (با + ۲۴۶٪)) افزایش یافته‌است، در حالی که ملت‌ها قبلاً نسبت بیشتری از محصولات مهم محلی یا منطقه ای مصرف می‌کردند، گندم در بیش از ۹۷٪ کشورها به یکی از اصلی‌ترین عناصر تبدیل شده‌است، با این وجود سایر عناصر جهانی تسلط مشابهی در سراسر جهان دارند. محصولات زراعی دیگر طی مدت مشابه به شدت کاهش یافته‌است، از جمله چاودار، یام، سیب زمینی شیرین (توسط -۴۵٪)، کاساوا (با -۳۸٪)، نارگیل، سورگوم (-۵۲٪) و ارزن (۴۵٪ -۴۵٪).

### تنوع زیستی و تغذیه مواد غذایی
ارتقاء تنوع غذاها و گونه‌های مصرفی در رژیم‌های غذایی انسان به ویژه دارای مزایای بالقوه برای سلامت عمومی و همچنین دیدگاه سیستم‌های غذایی پایدار است.
تنوع زیستی مواد غذایی، مواد مغذی لازم را برای رژیم‌های با کیفیت فراهم می‌کند و بخشی اساسی آن در برگیرنده سیستم‌های غذایی محلی مربوط به  فرهنگ‌های مختلف و امنیت غذایی است. ارتقاء تنوع غذاها و گونه‌های مصرفی در رژیم‌های غذایی انسان به ویژه دارای مزایای بالقوه ای برای سیستم‌های غذایی پایدار است. از نظر تغذیه، تنوع غذایی با کیفیت ریزمغذی‌های بالاتر رژیم‌ها همراه است. به‌طور متوسط، در هر گونه اضافی مصرف شده، میانگین کیفیت ویتامین A، ویتامین C، فولات، کلسیم، آهن و روی ۳٪ افزایش یافته‌است. از دیدگاه حفاظت، رژیم‌های غذایی مبتنی بر طیف گسترده‌ای از گونه‌ها فشار کمتری به گونه‌های منفرد وارد می‌کنند.

## تولید تنوع زیستی غذایی

### نقش تنوع زیستی در سیستم‌های تولید
حفاظت و مدیریت تنوع ژنتیکی مبتنی بر گسترده در گونه‌های اهلی شده، ۱۰ هزار سال است که تولید محصولات کشاورزی را بهبود می‌بخشد. با این حال، جمعیت‌های متنوع طبیعی برای مدت طولانی دیگر غذا و سایر محصولات را تأمین می‌کنند. تنوع زیستی بالا می‌تواند سطح تولید را که از طریق تأثیر مفید خدمات اکوسیستم برای اکوسیستم‌های کشاورزی، اصلاح شده و طبیعی پایدار می‌شود، به حداکثر برساند. برعکس، اتکا به یک سبد باریک از محصولات زراعی یا انواع محصولات زراعی می‌تواند سیستم‌های تولید مواد غذایی را به خطر اندازد. این توسط قحطی بزرگ سیب زمینی ایرلندی نشان داده شده‌است. سیب زمینی در حدود سال ۱۶۰۰ از دنیای جدید وارد ایرلند شد و آنها به منبع اصلی غذایی اکثر مردم ایرلند تبدیل شدند. قارچ بادگیر ناشی از باد سیب زمینی در ۱۸۴۵–۱۸۴۷ در سراسر کشور گسترش یافت و باعث تقریباً کامل شکست محصول سیب زمینی شد. تخمین زده می‌شود که ۱ میلیون نفر در اثر گرسنگی، وبا و حصبه کشته شدند.

### خدمات محیط زیستی
طیف گسترده‌ای از جمعیت‌های متنوع زیست شناختی در اکوسیستم‌های طبیعی و در اکوسیستم‌های کشاورزی در نزدیکی / کشاورزی عملکردهای اساسی زیست‌محیطی لازم را برای تولید مواد غذایی حفظ می‌کنند. به عنوان مثال، چنین جمعیتی مثلاً در چرخه مواد مغذی، تجزیه مواد آلی، احیای خاک پوسته پوسته شده یا تخریب شده خاک، تنظیم آفات و بیماریها، حفظ کیفیت آب و گرده افشانی نقش مؤثری دارد. حفظ تنوع گونه‌ها، ضمن ایجاد و تقویت کارکردهای اکوسیستم، با افزایش در دسترس بودن مواد مغذی، بهبود استفاده از آب و ساختار خاک و کنترل آفات، نیازهای ورودی خارجی را کاهش می‌دهد.

### ویژگی‌ها
تنوع ژنتیکی در گونه‌های غذایی منبع ژن‌های مفیدی با فواید متنوع است. مثلاً:
- گونه‌های وحشی گوجه فرنگی (Solanum lycopersicum chmielewskii) با گونه‌های گوجه فرنگی کشت شده تلاقی یافتند. پس از ۱۰ نسل، گونه‌های جدید گوجه فرنگی با میوه‌های بزرگتر تولید شدند. افزایش قابل توجهی در رنگدانه وجود دارد. محتوای مواد جامد محلول، عمدتاً فروکتوز، گلوکز و قندهای دیگر افزایش یافته‌است.[۸]
- یک گیاه جو از اتیوپی ژن فراهم می‌کند که از جو از ویروس کوتوله زرد کشنده محافظت می‌کند.[۹]
- ژن مقاومت میزبان، Xa21، از گیاه Oryza longistaminata برای مقاومت در برابر طیف گسترده‌ای در برابر بیماری بلایت برنج ناشی از PVP Xanthomonas، در ژنوم Oryza sativa یکپارچه شده‌است . oryzae[۱۰]

## الگوهای جغرافیایی تنوع زیستی و مواد غذایی
در سال ۲۰۱۶، محققان مراکز و مناطق اولیه تنوع را به هم مرتبط کردند("مناطقی که معمولاً شامل مکان اصلی اهلی شدن محصولات زراعی، شامل مناطق اصلی جغرافیایی تغییر محصولات زراعی حاصل از آن زمان است، و حاوی غنای گونه ای نسبتاً زیاد در اقوام وحشی گندم")) مواد غذایی و محصولات کشاورزی با اهمیت فعلی آنها در سراسر جهان در منابع غذایی مدرن ملی و تولید محصولات کشاورزی. نتایج حاکی از آن است که کشورها با توجه به مناطق اولیه با تنوع گوناگونی محصولات زراعی که آنها کشت می‌کنند یا مصرف می‌کنند، بسیار بهم پیوسته‌اند. محصولات خارجی (محصولات کشاورزی کاملاً از مناطق دارای تنوع در خارج از محل کشور) مورد استفاده گسترده‌ای در منابع غذایی قرار گرفته‌است (۶۸٫۷٪ از منابع غذایی ملی به عنوان میانگین جهانی از محصولات خارجی حاصل می‌شود) و سیستم‌های تولید (۳/۶۹٪ از محصولات زراعی خارجی) بودند) نشان داده شده‌است که استفاده از محصولات خارجی در طی ۵۰ سال گذشته به ویژه در کشورهای با تنوع زراعی بومی به‌طور قابل توجهی افزایش یافته‌است.

## پیوستار بیرون
- تسهیل سازوکار برنامه جهانی اقدام برای حفظ و استفاده پایدار از منابع ژنتیکی گیاهی برای مواد غذایی و کشاورزی
- بین‌المللی Bioversity